# 암포테리신 B
암포테리신 B(Amphotericin B)는 심각한 진균증, 리슈만편모충증에 대한 항진균제이다. 이 항진균제는 아스페르길루스증, 분아균증, 칸디다증, 콕시디오이데스진균증, 크립토콕쿠스증을 치료하는데 사용된다.
특정 감염의 경우 플루시토신과 함께 처방된다. 일반적으로 수액을 통해 복용된다.
암포테리신 B는 본래 1955년 방선균(Streptomyces nodosus)으로부터 만들어졌다. 의료제도에 필수적인, 가장 효과적이고 안전한 의약품을 가리키는 세계 보건 기구 필수 의약품으로 지정되어 있다. 제네릭 의약품으로 이용 가능하다.